# Tuzla, Cetatea Albă
Tuzla (în rusă Тузлы, în ucraineană Тузли, transliterat Tuzlî) este un sat reședință de comună în raionul Cetatea Albă din regiunea Odesa (Ucraina). Are 1,914 locuitori, preponderent ucraineni.
Satul este situat la o altitudine de 14 metri, în partea de est a raionului Tatarbunar, pe malul vestic al Limanului Burnas. El se află la o distanță de 38 km est de centrul raional Tatarbunar și la 35 km sud de la stația de cale ferată Culevcea. De asemenea, numai 4 km desparte localitatea de țărmul Mării Negre.
De această comună depind administrativ satele Băile Burnas, Veselia-Bâlca și Zangherovca.

## Istoric
Satul Tuzla a fost fondat la sfârșitul secolului al XVIII-lea de către ciobanii moldoveni care mergeau cu turmele de oi în stepa dunăreană. Unii dintre ei s-au angajat în extragerea sării din lacurile de pe malul Mării Negre. Numele satului vine de la cuvântul turcesc „Tuz” (în traducere „sare”). Prima atestare a satului datează din anul 1787. La 28 ianuarie 1799 a avut loc sfințirea primei biserici din localitate.
Prin Tratatul de pace de la București, semnat pe 16/28 mai 1812, între Imperiul Rus și Imperiul Otoman, la încheierea războiului ruso-turc din 1806 – 1812, Rusia a ocupat teritoriul de est al Moldovei dintre Prut și Nistru, pe care l-a alăturat Ținutului Hotin și Basarabiei/Bugeacului luate de la turci, denumind ansamblul Basarabia (în 1813) și transformându-l într-o gubernie împărțită în zece ținuturi (Hotin, Soroca, Bălți, Iași, Lăpușna, Tighina, Cahul, Bolgrad, Chilia și Cetatea Albă, capitala guberniei fiind stabilită la Chișinău).
Pentru a-și consolida stăpânirea asupra Basarabiei, autoritățile țariste au sprijinit începând de la începutul războiului stabilirea în sudul Basarabiei a familiilor de imigranți bulgari și găgăuzi din sudul Dunării sau ruși și ucraineni din provinciile centrale ale imperiului, aceștia primind terenuri de la ocupanții ruși ai Basarabiei. În satul Tuzla s-au așezat soldați ucraineni și ruși. Între anii 1843-1845, biserica din sat a fost extinsă și renovată. O nouă biserică, cu hramul "Sf. Arhanghel Mihail" a fost sfințită în 1873. Prima școală din sat a fost deschisă la 6 octombrie 1880.
În urma Tratatului de la Paris din 1856, care încheia Războiul Crimeii (1853-1856), Rusia a retrocedat Moldovei o fâșie de pământ din sud-vestul Basarabiei (cunoscută sub denumirea de Cahul, Bolgrad și Ismail). În urma acestei pierderi teritoriale, Rusia nu a mai avut acces la gurile Dunării. În urma Unirii Moldovei cu Țara Românească din 1859, acest teritoriu a intrat în componența noului stat România (numit până în 1866 "Principatele Unite ale Valahiei și Moldovei"). Tuzla ajunsese pe atunci târg, apărând imediat după unire în rândul localităților urbane ale României (vezi Catagrafia din 1860). În urma Tratatului de pace de la Berlin din 1878, România a fost constrânsă să cedeze Rusiei sudul Basarabiei, implicit și târgul Tuzla.
În perioada de până la primul război mondial, s-au intensificat nemulțumirile țăranilor săraci cauzate de lipsa pământului. La sfârșitul secolului al XIX-lea, locuitorii s-au plâns în mod repetat către autorități de dificultățile financiare. În decembrie 1917, activiștii bolșevici au preluat conducerea în localitate. Intervenția armatei române a dus la înăbușirea rebeliunii bolșevice și la pacificarea târgușorului.
După Unirea Basarabiei cu România la 27 martie 1918, Tuzla a făcut parte din componența României, localitate de reședință a Plasei Tuzla din județul Cetatea Albă. El includea și localitatea suburbană Bazarianca (cu o populație predominant germană) și avea statutul de comună urbană (orășel). În perioada interbelică, Tuzla era o stațiune maritimă renumită prin bogăția nămolurilor și concentrația salină a apei..
Pe atunci, românii și rușii formau cele mai mari comunități etnice, dar existau și mulți localnici germani, ucraineni și evrei. La recensământul din 1930, s-a constatat că din cei 3.146 locuitori din oraș (cu tot cu suburbia), 1.278 erau români (40.62%), 911 ruși (28.96%), 406 germani (12.91%), 352 ucraineni (11.19%), 119 evrei (3.78%), 27 bulgari, 14 greci, 4 sârbi, 2 unguri și 2 polonezi. În Bazarianca erau 477 locuitori, din care 388 erau germani (81.34%), 72 ruși (15.09%), 14 români (2.94%) și 3 evrei.
În perioada interbelică, orășelul s-a aflat în aria de interes a activiștilor bolșevici din URSS, aici existând un comitet revoluționar clandestin care pregătea declanșarea unei insurecții armate. După reforma agrară din 1921, au rămas 75 de familii fără pământ. Mai mulți săteni au participat la Răscoala de la Tatarbunar din 1924, organizată de bolșevicii din URSS. După înăbușirea revoltei, au fost arestați 14 săteni.
Ca urmare a Pactului Ribbentrop-Molotov (1939), Basarabia, Bucovina de Nord și Ținutul Herța au fost anexate de către URSS la 28 iunie 1940. După ce Basarabia a fost ocupată de sovietici, Stalin a dezmembrat-o în trei părți. Astfel, la 2 august 1940, a fost înființată RSS Moldovenească, iar părțile de sud (județele românești Cetatea Albă și Ismail) și de nord (județul Hotin) ale Basarabiei, precum și nordul Bucovinei și Ținutul Herța au fost alipite RSS Ucrainene. La 7 august 1940, a fost creată regiunea Ismail, formată din teritoriile aflate în sudul Basarabiei și care au fost alipite RSS Ucrainene. Între anii 1940-1959, satul Tuzla a fost centru administrativ al raionului Tuzla. Autoritățile sovietice au organizat două colhozuri - "Cervona Ucraina" și "Cervonîi prikordonik".
În perioada 1941-1944, toate teritoriile anexate anterior de URSS au reintrat în componența României. Un număr de 660 localnici au luptat în cel de-al doilea război mondial, 357 dintre ei murind pe front. Între anii 1941-1943, grupul comunist clandestin din Cetatea Albă (condus de F.G. Ciair) de a distribuit manifeste prosovietice. Militarii i-au arestat și împușcat pe mulți activiști comuniști din Tuzla.
Apoi, cele trei teritorii au fost reocupate de către URSS în anul 1944 și integrate în componența RSS Ucrainene, conform organizării teritoriale făcute de Stalin după anexarea din 1940, când Basarabia a fost ruptă în trei părți. În anul 1954, Regiunea Ismail a fost desființată, iar localitățile componente au fost incluse în Regiunea Odesa. În ianuarie 1959, raionul Tuzla a fost desființat, iar fostul orășel - centru raional a fost degradat la statutul de comună ("selsoviet"), fiind inclus în raionul Tatarbunar.
Începând din anul 1991, satul Tuzla face parte din Ucraina independentă. În prezent, satul are 1.914 locuitori, preponderent ucraineni.

## Demografie
Componența lingvistică a localității Tuzlî
     Ucraineană (90,65%)
     Rusă (6,11%)
     Română (1,57%)
     Alte limbi (1,14%)
Conform recensământului din 2001, majoritatea populației localității Tuzlî era vorbitoare de ucraineană (90,65%), existând în minoritate și vorbitori de rusă (6,11%) și română (1,57%).
La recensământul din 1860, Tuzla era, după numărul populației (1035 locuitori), cea de-a 42-a localitate urbană a Moldovei (făcând parte din teritoriul moldovenesc care era pe atunci între granițele României).
1930: 3.146 (recensământ) 
2001: 1.914 (recensământ)

## Economie
Locuitorii satului Tuzla se ocupă în principal cu agricultura.

## Obiective turistice
- Monumentul lui V.I. Lenin
- Monumentul eroilor sovietici din Marele Război pentru Apărarea Patriei, căzuți în lupta împotriva fascismului